# Karel Schoeman
Karel Schoeman (Trompsburg, 26 ottobre 1939 – Bloemfontein, 1º maggio 2017) è stato uno scrittore sudafricano, autore di romanzi in lingua afrikaans.

## Biografia
Attualmente Karel Schoeman vive vicino a Bloemfontein.

## Opere

### Narrativa
Karel Schoeman è l'autore di 19 romanzi - l'ultimo, Titaan, sulla vita di Michelangelo, è stato pubblicato nel 2009 nel Sudafrica -, di racconti, di radiodrammi e di oltre trenta saggi storici. Per i suoi romanzi, pubblicati tutti a Città del Capo dalla casa editrice Human & Rousseau, ha ricevuto numerosi premi letterari. Gli fu assegnato tre volte il prestigioso premio Hertzog.

### Saggistica
Ha scritto saggi in afrikaans e in inglese sulla storia del Sudafrica e dello Stato libero dell'Orange, sulle missioni cristiani e sulla tratta dei schiavi nell'Africa australe. Ha anche pubblicato libri ispirati dai suoi soggiorni in Irlanda (Berig uit die Vreemde: 'n Ierse Dagboek, 1966 e Van 'n verre Eiland: 'n Tweede Ierse Dagboek, 1968), in Scozia (Koninkryk in die Noorde: 'n Boek oor Skotland, 1977) e nei Paesi Bassi (Stamland, 1999) siccome opere autobiografiche, fra le quali Die laaste Afrikaanse Boek - Outobiografiese Aantekeninge nel 2002.
E anche l'autore di numerose biografie, fra le quali una della scrittrice sudafricana di lingua inglese Olive Schreiner e una dell'artista sudafricana Irma Stern.

### Traduzioni
Karel Schoeman ha tradotto in afrikaans poesia e leggende irlandesi del Medioevo (Uit die Iers: Middeleeuse Gedigte, 1970, Helde van die Rooi Tak: Die Saga van Cucullin en die Veeroof van Culne, (1973), Gode, Helde en Konings: Middeleeuse Ierse Verhale (1975) e Finn en sy Mense: Die Avontuur van die Fianna van Ierland, (1976), opere teatrali dal tedesco (Maria Stuart di Friedrich Schiller e Liebelei di Arthur Schnitzler), dal russo (Zio Vanja e Il giardino dei ciliegi di Anton Čechov) e dall'olandese (opere di Pieter Langendijk e di Herman Heijermans) e, più recentemente, dall'inglese, un saggio di Rob Nairn sul buddhismo.

## Opere tradotte
Parecchi romanzi di Karel Schoeman sono stati tradotti in francese, inglese, olandese, russo e tedesco.

### In francese
- En étrange pays (titolo originale: ’n Ander land (Human & Rousseau, Città del Capo, 1984), traduzione dalla versione inglese a cura di Jean Guiloineau, Robert Laffont 1991, nuova edizione Editions Phébus, Parigi 2007).
- Tre racconti, tradotti dall'afrikaans da Pierre-Marie Finkelstein, sono stati pubblicati nella rivista Caravanes n° 8 (Éditions Phébus, Parigi 2003)
- Retour au pays bien-aimé (titolo originale: Na die geliefde land (Human & Rousseau, Città del Capo 1972), traduzione dall'afrikaans a cura di Pierre-Marie Finkelstein, Phébus, Parigi 2006.
- La Saison des adieux (titolo originale: Afskeid en Vertrek (Human & Rousseau, Città del Capo 1990), traduzione dall'afrikaans a cura di Pierre-Marie Finkelstein, Phébus, Parigi 2004. Prix Amphi 2006.
- Cette vie (titolo originale: Hierdie lewe (Human & Rousseau, Città del Capo 1993), traduzione dall'afrikaans a cura di Pierre-Marie Finkelstein, Phébus, Parigi 2009. Prix du Meilleur livre étranger 2009.
- Des voix parmi les ombres (titolo originale Verliesfontein), traduzione dall'afrikaans a cura di Pierre-Marie Finkelstein, Phébus, Parigi 2014
- L'heure de l'ange (titolo originale Die uur van die engel), traduzione dall'afrikaans a cura di Pierre-Marie Finkelstein, Phébus, Parigi 2018, Prix Transfuge du Meilleur roman africain 2018

### In inglese
- Promised Land (titolo originale: Na die geliefde land), traduzione dall'afrikaans a cura di Marion Friedmann, Julian Friedmann Publishers Limited, Londra 1978
- Another Country (titolo originale: 'n Ander land), traduzione dall'afrikaans a cura di David Schalkwyk, Sinclair-Stevenson, Londra 1991
- Take Leave and Go (titolo originale: Afskeid en Vertrek), traduzione dall'afrikaans a cura dell'autore, Sinclair-Stevenson, Londra 1992
- Miss Godby and the magistrate, estratto dal romanzo Verliesfontein, in Michael Rice e Chris van der Merwe, A Century of Anglo-Boer War Stories, Jonathan Ball Publisher, Johannesburg 1999
- This Life (titolo originale: Hierdie lewe), traduzione dall'afrikaans a cura di Elsa Silke, Human & Rousseau, Città del Capo-Pretoria 2005

### In olandese
- Een ander land (titolo originale: n Ander land), traduzione dall'afrikaans a cura di Riet de Jong-Goossens, Uitgeverij Contact, Amsterdam 1993
- Merksteen: een dubbelbiografie (titolo originale: Merksteen: 'n dubbelbiografie), traduzione dall'afrikaans a cura di Riet de Jong-Goossens, Uitgeverij De Arbeiderspers, Amsterdam 2004
- Dit leven (titolo originale Hierdie lewe), traduzione dall'afrikaans a cura di Rob van der Veer, Brevier Uitgeverij, Kampen 2014

### In russo
- В родную страну (titolo originale: Na die geliefde land), traduzione dall'afrikaans a cura di A. K. Slavinska, Edizioni Progresso, Mosca 1978

### In tedesco
- In einem fremden Land (titolo originale: ’n Ander land), traduzione dall'afrikaans a cura di Gisela Stege, Knaus, Monaco di Baviera 1993